# Rádio Liberdade
Rádio Liberdade é uma estação de rádio localizada na cidade de Porto Alegre, Opera nas frequências FM 83.3 e 99.7 MHz, esta última concessionada em Capivari do Sul (frequência que inicialmente era da antiga Praia FM, também pertencente à Rede Pampa), e transmite música tradicionalista gaúcha. Operou em FM 104.9 MHz até julho de 2018, quando foi substituída pela FM Express.

## História
A Rádio Liberdade inicialmente pertenceu ao Grupo Tartarotti de Comunicação, ex-proprietário da Rádio Metrô FM (hoje Rádio Gaúcha, pertencente ao Grupo RBS) e da retransmissora da CNT, no Rio Grande do Sul. A rádio é a primeira a transmitir em FM música regional do estado do Rio Grande do Sul. Ficou conhecida por transmitir grandes eventos nativistas do estado quando pertencia ao Grupo Tatarotti de Comunicação. Fora adquirida pela Rede Pampa de Comunicação em 20 de Abril de 2006. Na época, os comunicadores eram Bira Mangoni, Leandro Maia, Oberdã Pires e Chico Tiaraju, porém anos mais tarde, passou a operar em módulo musical como as co-irmãs Continental FM e Praia FM, tendo apenas músicas, hora certa e manchetes do Portal O Sul.
Em 1 de novembro de 2013, a Rádio Liberdade muda, saindo dos tradicionais 95,9 MHz e  passando para a frequência 101,9 MHz, até então ocupada pela Rádio Grenal, além de passar a ocupar o canal 104,9 MHz, como parte das mudanças nos canais de AM e FM da Rede Pampa de Comunicação. No dia 13 de abril de 2015 passou a operar em 96.7 em substituição a Rádio Pampa que voltou a operar somente em AM. Em 30 de novembro de 2015 passou a operar em 104,9 em substituição a Princesa FM, e o antigo prefixo passou a operar a Rádio Caiçara. A mesma frequência no FM também passou a ser transmitida no AM 1020 kHz.
Após três meses, a Liberdade deixou o dial AM 1020 para dar lugar a irmã 104, que já opera no FM, ficando apenas restrita ao 104,9 MHz.
E em 19 de abril de 2016, a Rádio Liberdade passa a ser gerada também para o litoral norte Gaúcho, através da frequência 99,7 MHz de Capivari do Sul, que desde o seu início, transmitia a Praia FM.
Em 11 de junho de 2018, a emissora entrou no dial AM 970, substituindo a Rádio Pampa e, em 2 de julho de 2018, a emissora deixa de transmitir em FM 104.9, substituída pela FM Express, que também é do mesmo grupo.
Em 7 de maio de 2021, a emissora entrou no ar em caráter científico em FM 83.3 MHz, sendo a primeira estação de rádio de Porto Alegre a operar na faixa FM estendida. Em 1.º de agosto de 2021, a emissora deixa de operar no AM 970, onde operou desde junho de 2018, e passa a operar somente no FM 83.3 na Grande Porto Alegre e FM 99.7 em Capivari do Sul.